# فرد تومبكينز
فرد تومبكينز (بالإنجليزية: Fred Tompkins)‏ هو عازف جاز وملحن أمريكي، ولد في 1943.

## وصلات خارجية
- فرد تومبكينز على موقع ميوزك برينز (الإنجليزية)
- فرد تومبكينز على موقع ديسكوغز (الإنجليزية)